# Marguerite de Mantoue (1591-1632)
Pour les articles homonymes, voir Marguerite de Mantoue.
Pour les autres membres des familles, voir Maison Gonzague et Maison de Lorraine.
Marguerite de Gonzague ou « de Mantoue », duchesse de Lorraine, est une princesse italienne de la Maison de Gonzague, née le 2 octobre 1591 à Mantoue, et morte le 7 février 1632 à Nancy.

## Biographie
Elle est la fille aînée et le quatrième enfant de Vincent Ier, duc de Mantoue et de Montferrat, et d'Éléonore de Médicis, elle-même fille de François Ier de Médicis. Elle est ainsi la nièce de Marie de Médicis, la seconde épouse du roi Henri IV.
Elle épouse, le 26 avril 1606 à Nancy (capitale du duché de Lorraine), Henri II de Lorraine, alors marquis de Pont, veuf depuis 1604 de Catherine de Bourbon, sœur du roi Henri IV de France. Ils eurent deux enfants :
- Nicole (1608 † 1657) qui épouse en 1621 son cousin Charles de Vaudémont (1604-1675). Elle fut duchesse de Lorraine et de Bar conjointement avec son mari à la mort de son père en 1624, mais Charles l'évinça en 1625 ;
- Claude-Françoise de Lorraine (1612 † 1648), qui épouse en 1634 Nicolas-François de Vaudémont (1609-1670), frère de Charles IV et lui-même brièvement duc de Lorraine et de Bar ; elle est la mère du duc Charles V.

Son douaire était constitué du marquisat de Nomeny et de la terre de Létricourt. Veuve en 1624, elle se retira à la cour de France, et plaida devant son cousin Louis XIII la cause de sa fille Nicole, écartée, en 1625, de la succession et du gouvernement de la Lorraine par les intrigues de son oncle et beau-père François II et de son propre mari et cousin Charles IV. Elle revint en Lorraine après l'occupation des duchés par les troupes françaises.
Elle meurt en 1632. Un monument religieux, édifié en 1622 sur la colline de Sion entre le couvent et le village de Vaudémont, rappelle sa mémoire.